# Thomas Fahrner
Thomas Fahrner (República Federal Alemana, 7 de febrero de 1963) es un nadador alemán retirado especializado en pruebas de media distancia estilo libre, donde consiguió ser medallista de bronce olímpico en 1984 en los 200 metros.

## Carrera deportiva
En los Juegos Olímpicos de Los Ángeles 1984 ganó la medalla de plata en los relevos de 4x200 metros libre, con un tiempo de 7:15.73 segundos, tras Estados Unidos y por delante de Reino Unido; y en cuanto a las pruebas individuales ganó el bronce en los 200 metros libre, con un tiempo de 1:49.69 segundos tras el también alemán Michael Gross y el estadounidense Michael Heath.
Cuatro años después, en las Olimpiadas de Seúl 1988 volvió a ganar el bronce junto con su equipo en los relevos de 4x200 metros estilo libre.